# Institut Internacional de Vacunes
L'Institut Internacional de Vaccins (IVI) és una organització sense ànim de lucre internacional. Es va fundar per millorar la salut dels nens als països en víes de desenvolupament amb vacunes noves i millorades. Col·labora amb la comunitat científica internacional, organitzacions de salut pública, governs i la indústria farmacèutica.
L'IVI participa en totes les àrees de desenvolupament de vaccins, de la recerca al laboratori fins al desenvolupament i l'avaluació de vaccins sobre el terreny, per facilitar-ne la introducció sostenible als països on més són menester. L'IVI és una iniciativa del Programa de les Nacions Unides per al Desenvolupament (PNUD). El 1997 l'IVI va començar com una organització internacional independent a Seül, Corea del Sud. A més de l'Organització Mundial de la Salut (OMS) el 2023, 39 estats s'hi van afiliar. L'institut té el mandat de treballar únicament en el desenvolupament i la introducció de vaccins per a persones de països en vía de desenvolupament. Té un enfocament particular en les malalties desateses que afecten aquelles regions.

## Història

### Antecedents
El 1992, el metge Seung-Il Shin, l'aleshores assessor superior de salut del Programa de les Nacions Unides per al Desenvolupament (PNUD), va fer un estudi per explorar la viabilitat d'establir un institut internacional dedicat a la recerca i desenvolupament de vaccins en el marc de la iniciativa de les vacunes per a nens (CVI). Amb els resultats de l'estudi de Shin, el 1993 el PNUD va establir l'Institut Internacional de Vaccins (IVI). El 1994, després d'una convocatòria de propostes, el PNUD i el govern. del Corea del Sud, es van posar d'acord per acollir el centre a Seül. El 1995, el PNUD va obrir una oficina provisional al campus de la Universitat Nacional de Seül.

### Fundació
De 1995 a 1996, el PNUD i el govern de Corea de Sud van desenvolupar la constitució de l'IVI, per tal de fer-ne una organització internacional independent. Van proposar un acord entre els governs dels estats membres de la ONU, segons la Convenció de Viena sobre el Dret dels Tractats. El 28 d'octubre de 1996, uns primers països van signar el tractat a la seu de les Nacions Unides, a la ciutat de Nova York. Els representants de Bangladesh, Bhutan, Indonèsia, el Kazakhstan, Mongòlia, Països Baixos, Panamà, República de Corea, Romania, Tailàndia, Vietnam, Uzbekistan i l'OMS van ser els primers en signataris seguits poc després per Senegal i Filipines. El 1997, s'hi van unir més països: el Brasil, la Xina, Egipte, Israel, Jamaica, Kirguizstan, Myanmar, Nepal, Pakistan, Papua Nova Guinea, Perú, Sri Lanka, Suècia, Tadjikistan i Turquia. El 29 de maig de 1997 va entrar en vigor l'acord, després de la presentació dels instruments de ratificació per part de Corea de Sud, Suècia i l'Uzbekistan. L'acord forma part el dipòsit de tractats de les Nacions Unides, en virtut del capítol IX, SALUT, secció 3.
El 24 de setembre de 1998, l'acord fundacional de l'IVI va ser signat, en una cerimònia formal, a la seu del PNUD, pel ministre de Relacions Exteriors i Comerç de Corea de Sud, Hong Soon-Young, i el president de la junta de l'IVI, Barry Bloom. L'acord va establir l'IVI com una entitat legal amb immunitat diplomàtica i va ser la primera organització internacional amb seu a Corea de Sud. L'institut es va separar formalment del PNUD a 1998 i d'aleshores ençà és un organisme completament independent.

## Edifici de la seu
L'edifici de la seu central és al parc de recerca de la Universitat Nacional de Seül, a Corea de Sud. Va ser dissenyat per un consorci format per la firma Samoo Architects & Engineers, de Corea de Sud i la companyia Payette, de Boston dels Estats Units. Es va construir de 1998 i a 2003. L'edifici acull laboratoris, instal·lacions per a animals, oficines, un auditori i una biblioteca. Es va construir una planta pilot separada de 1.300 m², per produir lots de prova de vaccins amb fins de capacitació i avaluació, però mai es va completar a causa de la manca de fons.

## Activitats prèvies

### DOMI: Malalties dels més empobrits (2000-2006)
La primera gran iniciativa de l'IVI, va ser un programa de recerca i assistència tècnica sobre les malalties dels més empobrits, per accelerar la introducció de noves vacunes contra la febre tifoide, el còlera i la shigelosis, en els programes de salut pública per als ciutadans pobres dels països en vies de desenvolupament. De 2000 a 2006, el programa DOMI de l'IVI va fer campanyes de vaccinació, vigilància de malalties i recerca a Bangladesh, Xina, Índia, Indonèsia, Moçambic, Pakistan, Tailàndia i Vietnam. En acabar el programa DOMI, l'IVI va publicar un resum de les diverses troballes epidemiològiques, clíniques, econòmiques i de comportament, per facilitar la presa de decisions per part dels responsables per prendre iniciatives nacionals per promoure les vaccins estudiats. La Fundació Bill i Melinda Gates hi va contribuir amb 40 milions de dòlars.

### DOMI: Febre tifoide
El programa DOMI contra la febre tifoide va estudiar les barreres d'accés als vaccins contra la febre tifoide i mètodes per accelerar-ne la introducció. Va fer servir el vaccí Vi-Polisacàrid (Vi-PS), perquè els fabricants dels països en vies de desenvolupament la produeixen fàcil i econòmicament, s'administra en una sola dosi, i és relativament termoestable. DOMI febre tifoide va operar en cinc indrets d'estudi: Heichi, Xina, Calcuta, Índia, Jakarta, Indonèsia, Karachi, Pakistan, i Hue, Vietnam. Des d'aquests indrets, els experts de l'IVI van realitzar vigilància de malalties, estudis de càrrega de malalties, estudis de costos de malalties, estudis socials i conductuals, i projectes de demostració de vacunes. L'IVI va presentar l'evidència acumulada de DOMI febre tifoide en estudis de cas a funcionaris de cada país amfitrió, com a resultat d'això, els formuladors de polítiques al Pakistan, Indonèsia i Vietnam, van acordar introduir campanyes de vacunació contra la febre tifoide a les escoles de manera pilot. Els resultats a la Xina van revelar una taxa d'incidència creixent d'infeccions per un tipus de febre paratifoidea A, fins aleshores desconeguda prèviament, a la regió autònoma de Guangxi, el que va portar a l'IVI a iniciar un projecte contra la febre tifoide a la Xina.

### DOMI: Còlera
El programa DOMI Còlera buscar desenvolupar i accelerar l'ús d'una vacuna contra la còlera assequible als països endèmics del còlera. DOMI Còlera va operar des de cinc llocs d'estudi: Matlab, Bangladesh, Jakarta, Indonèsia, Calcuta, Índia, Beira, Moçambic, i Hué, Vietnam. Des d'aquests llocs, l'IVI va dur a terme diversos estudis econòmics, socials, conductuals, i de càrrega de malaltia, i diverses campanyes de vacunació contra el còlera. Els estudis van trobar una alta demanda de vacuna contra el còlera i altes taxes d'incidència (3-9 / 1,000) en nens de 5 anys o menys. En la campanya de vacunació de l'IVI a Beira, més de 44.000 nens i adults van rebre la vacuna dukoral amb llicència internacional. En Calcuta, l'IVI va vacunar a més de 67.000 nens i adults utilitzant una vacuna oral contra el còlera produïda per la companyia VaBiotech del Vietnam. A l'inici del programa DOMI Còlera, l'única vacuna contra el còlera amb llicència internacional disponible era dukoral, però amb un cost de $90 dòlars per a la sèrie de dues dosis, aquesta vacuna era massa cara per a l'ús públic en molts dels països en vies de desenvolupament més pobres. La vacuna contra el còlera de VaBiotech, desenvolupada originalment per l'Institut Nacional de Salut i Epidemiologia del Vietnam després d'una transferència de tecnologia de la Universitat de Göteborg a Suècia, no tenia llicència per a ús internacional, però mostrava una gran promesa com a vacuna de baix cost per al món en desenvolupament, com a resultat de tot això, la Fundació Bill i Melinda Gates va proporcionar a l'IVI els fons addicionals necessaris per establir la Iniciativa de la vacuna contra la Còlera (CVI), amb l'objectiu de reformular la vacuna VaBiotech per a ús internacional .

### DOMI: Shigelosis
L'IVI va establir el programa DOMI Shigelosis amb l'objectiu final d'accelerar el desenvolupament i la introducció d'una vacuna segura i protectora contra la Shigel·losi per controlar malalties epidèmiques i endèmiques. Entre 2000 i 2004, el programa DOMI Shigel·la va dirigir els centres de vigilància de malalties en sis ubicacions de l'Sud-est Asiàtic: Dhaka, Bangladesh, Hebei, República Popular de la Xina, Karachi, Pakistan, Jakarta, Indonèsia, Nha Trang, Vietnam, i la Província de Saraburi, Tailàndia. El programa va millorar la comprensió del que necessitarà una vacuna eficaç contra la Shigel·la i va establir una càrrega de morbiditat precisa en els països on operava. El programa va avaluar primer una vacuna oral contra la Shigel·la (SC602) a Bangladesh, però no va aconseguir una resposta immune. L'elevada càrrega vírica de la malaltia, la diversitat dels serotipus, i els alts nivells de resistència antimicrobiana descoberts en els llocs de vigilància de l'IVI, van subratllar la necessitat d'una vacuna que protegeixi contra tots les soques comuns de la malaltia. Com a resultat, la divisió de ciències de laboratori de l'IVI va iniciar un programa de diversos anys per seqüenciar el genoma de la Shigel·la i identificar les proteïnes comunes en diferents espècies de Shigella que podrien usar-se per desenvolupar una vacuna contra totes les soques comuns de la malaltia.

### DOMI: Programa contra la diarrea causada per rotavirus (1999-2010)
El IVI va iniciar el programa contra la diarrea causada per rotavirus per proporcionar als responsables de la formulació de polítiques dels països en desenvolupament l'evidència de la càrrega de la malaltia i les dades econòmiques necessàries per a garantir la inclusió de les vacunes contra el rotavirus en seus programes nacionals d'immunització. Des de 1999 fins a 2010, el programa va dur a terme estudis econòmics i de vigilància de malalties en Cambodja, Xina, Índia, Indonèsia, Laos, Mongòlia, Corea del Sud, Sri Lanka i Vietnam. El 2007, en col·laboració amb l'Institut Nacional d'Higiene i Epidemiologia (NIHE) del Vietnam, l'IVI va dur a terme un assaig en fase II de la vacuna contra el rotavirus Rotarix de GlaxoSmithKline, a Khanh Hoa, Vietnam. El 2009, en col·laboració amb NIHE, PATH i Merck, l'IVI va completar un assaig en fase III de la vacuna contra el rotavirus RotaTeq de Merck, a Nha Trang, Vietnam, on el programa va vacunar a 900 nadons.

## Programes de vacunació contra el dengue (2002-2016)[Cal actualitzar]

### Iniciativa de vacunació pediàtrica contra el dengue (PDVI)
La iniciativa de vacunació pediàtrica contra el dengue va ser una associació de desenvolupament de productes llançada pel IVI per accelerar la introducció de vacunes contra el dengue segures i eficaces per als nens en els països on el dengue és endèmic. De 2002 a 2010, el PDVI va operar en Brasil, Cambodja, Colòmbia, Índia, Indonèsia, Laos, Malàisia, Mèxic, Myanmar, Nicaragua, Sri Lanka, Tailàndia i Vietnam. El PDVI va fer moltes contribucions al desenvolupament de la vacuna contra la dengue, que inclouen:
El desenvolupament d'una associació per a la creació d'una vacuna contra el dengue i una xarxa d'investigació global per desenvolupar, avaluar i introduir vacunes contra el dengue, en col·laboració amb l'Institut Butantan de Brasil, l'Institut Nacional de Salut dels Estats Units i la companyia Sanofi Pasteur, el PDVI va oferir assessorament tècnic i suport per a l'eficàcia en els assajos clínics dels respectius candidats a vacunes contra el dengue, i va establir un consorci de llocs de camp en els països endèmics del dengue, a Àsia i les Amèriques. L'establiment de dues juntes regionals per a la prevenció del dengue a la regió de l'Àsia-Pacífic i les Amèriques, per difondre informació i formular recomanacions sobre el control del dengue mitjançant la immunització. La col·laboració amb els centres per al control i la prevenció de malalties dels Estats Units, per desenvolupar un programari gratuït i fàcil d'utilitzar anomenat: DenguEcon, que els responsables de la formulació de polítiques poden utilitzar per determinar l'impacte econòmic del dengue en els seus respectius països. El 2010, el PDVI va fer la transició a la Iniciativa de Vacunes contra el Dengue (DVI).

### Iniciativa de vacunació contra el dengue (DVI)
La successora del PDVI, la Iniciativa de Vacunes contra el Dengue va ser un consorci liderat per l'IVI amb l'Organització Mundial de la Salut, l'Institut de Vacunes Sabin, la Iniciativa per a la Investigació de Vacunes (IVR) i el Centre Internacional d'Accés a vacunes (IVAC) de la Universitat Johns Hopkins. El DVI continuar el treball del PDVI i es va centrar en establir les bases per a la presa de decisions sobre la vacuna contra el dengue i la introducció de la vacuna a les àrees endèmiques. Cada membre del consorci era responsable d'un component específic, l'OMS: Els documents d'informació i orientació, i activitats de formació normativa; La Universitat Johns Hopkins: El finançament de la vacuna contra el dengue i la previsió estratègica de la demanda, i l'Institut Sabin: Les comunicacions i la promoció. A més de liderar el consorci, l'IVI va generar una evidència per a la presa de decisions, com la càrrega de malaltia, els casos d'introducció de vacunes als països i la inversió global, entre els anys 2010 i 2016, el DVI va operar a Brasil, Burkina Faso, Cambodja, Colòmbia, Gabon, Índia, Kenya, Tailàndia i Vietnam, entre els anys 2013 i 2015, amb fons del Ministeri Federal d'Educació i Recerca de Alemanya (BMBF), l'IVI va continuar donant suport al desenvolupament preclínic de vacunes contra el dengue per part de l'Institut Butantan del Brasil i la companyia VaBiotech del Vietnam. Després de la llicència de 2016 de la vacuna Dengvaxia de Sanofi Pasteur, el projecte DVI va arribar al final i el personal de l'IVI va passar a un nou projecte, el Consorci Global contra les Malalties Transmeses pel Dengue i l'Aedes (GDAC).

## Països signants i assoliments
L'IVI ha desenvolupat tres vacunes noves i millorades: La vacuna oral contra el còlera reformulada, la vacuna polisacàrida de tifoide i la vacuna conjugada de tifoide Vi-Shanchol™, una vacuna oral contra el còlera desenvolupada sota la direcció de l'IVI, va ser precalificada per l'OMS el setembre de 2011. L'IVI ha completat un cas d'inversió global per als vaccins contra el còlera, el primer informe que dona estimacions sistemàtiques i detallades de la càrrega de morbiditat del còlera i la rendibilitat de la vaccinació contra el còlera. L'IVI i l'Institut Nacional de Còlera i Malalties Entèriques (NICED) van establir conjuntament un laboratori de monitorització immunològic a Calcuta, Índia. L'IVI va ser el primer a identificar que la encefalitis japonesa és un problema important a l'illa de Bali d'Indonèsia. Els científics de l'IVI van desenvolupar el primer model animal de colitis per shigel·la per utilitzar en el desenvolupament d'un vaccí contra la shigel·losi. Des de l'any 2000, l'IVI organitza cada any un curs internacional sobre la vaccinació per a la regió d'Àsia-Pacífic per estimular-hi la recerca. L'IVI va demostrar per primera vegada que la vacuna oral inactiva contra el còlera és eficaç en les poblacions amb altes taxes de VIH i SIDA de Moçambic.